# DVBBS
DVBBS – kanadyjska grupa muzyczna powstała w 2012 w Orangevile, składająca się z DJ-ów Christophera, (ur. 1 stycznia 1990) i Alexandre'a (ur. 17 października 1991) van den Hoef.

## Single
- 2012:"DRVGS" (oraz Hayley Gene)
- 2012:"Love & VICTORY"
- 2013:"We Are Electric" (oraz Simon Vilcox)
- 2013:"Wazy Anthem" (oraz EITRO)
- 2013:"We Know" (oraz Swanky Tunes & EITRO)
- 2013:"Tsunami" (oraz Borgeous)
- 2013:"Stampede" (vs Dimitri Vegas, Like Mike & Borgeous)
- 2014:"Raveology" (oraz VINAI)
- 2014:"Immortal" (oraz Tony Junior)
- 2014: "We Were Young"
- 2014:"This is Dirty" (oraz MOTi)
- 2014:"Gold Skies " (oraz Sander van Doorn, Martin Garrix feat. Aleesia)
- 2014:"Deja Vu" (oraz Joey Dale feat. Delora)
- 2014:"Pyramids" (oraz Dropgun feat. Sanjin)
- 2015: "Voodoo" (oraz Jay Hardway)
- 2015: Always
- 2015: White Clouds
- 2015: Telephone (oraz Mike Hawkins)
- 2015: Raveheart
- 2015: Never Leave
- 2016: Angels (feat. Dante Leon)
- 2016: La La Land (oraz Shaun Frank feat. Delaney Jane)
- 2016: Switch (oraz MOTi)